# Nothrus
Nothrus är ett släkte av kvalster som beskrevs av Carl Ludwig Koch 1836. Nothrus ingår i familjen Nothridae.

## Dottertaxa tillNothrus, i alfabetisk ordning[1][2]
- Nothrus akitaensis
- Nothrus anauniensis
- Nothrus angolensis
- Nothrus ashoroensis
- Nothrus asiaticus
- Nothrus basilewskyi
- Nothrus becki
- Nothrus biciliatus
- Nothrus bicolor
- Nothrus bispinosus
- Nothrus borussicus
- Nothrus brasilensis
- Nothrus brevirostris
- Nothrus coniferus
- Nothrus corticalis
- Nothrus crassisetus
- Nothrus crinitus
- Nothrus discifer
- Nothrus espinarensis
- Nothrus ezoensis
- Nothrus flagellum
- Nothrus gracilis
- Nothrus hatanoensis
- Nothrus hauseri
- Nothrus ifeensis
- Nothrus incavatus
- Nothrus ishikariensis
- Nothrus jaliscoensis
- Nothrus lasebikani
- Nothrus leleupi
- Nothrus longipilus
- Nothrus lucunosus
- Nothrus lugubris
- Nothrus macedi
- Nothrus madagascarensis
- Nothrus magnus
- Nothrus maximus
- Nothrus meakanensis
- Nothrus minimus
- Nothrus monodactylus
- Nothrus monticola
- Nothrus mystax
- Nothrus oblongus
- Nothrus obsoletus
- Nothrus oceanicus
- Nothrus ovivorus
- Nothrus palustris
- Nothrus perezinigoi
- Nothrus peruensis
- Nothrus pileiformis
- Nothrus posticus
- Nothrus praeoccupatus
- Nothrus pratensis
- Nothrus pulchellus
- Nothrus pumilatus
- Nothrus quadripilus
- Nothrus reticulatus
- Nothrus reunionensis
- Nothrus sadoensis
- Nothrus senegalensis
- Nothrus septatus
- Nothrus seropedicalensis
- Nothrus seychellensis
- Nothrus silvestris
- Nothrus silvicus
- Nothrus springsmythi
- Nothrus suramericanus
- Nothrus taisetsuensis
- Nothrus truncatus
- Nothrus undulatus
- Nothrus willmanni